# The Sabała Bacała
The Sabała Bacała – polski zespół punk rockowy założony w 2001 roku w Rzeszowie.

## Historia
Grupa The Sabała Bacała swój pierwszy koncert zagrał w maju 2001 roku w rzeszowskim klubie Le Greco. W latach 2002–2005 zespół kilkakrotnie pojawił się na scenie występując m.in. w Krakowie i Lublinie, po czym zawiesił działalność. Powrót do regularnego funkcjonowania nastąpił dopiero w 2010 roku, po tym jak grupa zarejestrowała swoje pierwsze studyjne demo. W 2013 roku ukazał się debiutancki album zespołu, który ze względu na długi czas realizacji materiału zatytułowano „W końcu!”. Od tego czasu zespół zagrał ponad 100 koncertów. W 2015 roku zespół wystąpił na Cieszanów Rock Festiwal.
W 2016 roku ukazała się druga płyta The Sabała Bacała, „Urodzeni w PRLu”, która została nominowana w organizowanym przez Polskie Radio Rzeszów plebiscycie Werbel 2016 na najlepszy album podkarpackiego wykonawcy wydany w 2016 roku.
Utwory The Sabała Bacała były notowane w radiowych listach przebojów emitowanych przez Radio Centrum i Polskie Radio Rzeszów. Pochodzący z debiutanckiej płyty utwór „Pozytywny przekaz” zadebiutował na 1. miejscu Podkarpackiej Sceny Przebojów Polskiego Radia Rzeszów (notowanie 81 z 26.07.2013 r.), a promująca płytę „Urodzeni w PRLu” piosenka „1985” zadebiutowała na 4. (notowanie 259 z 20.01.2017 r.). Oba utwory utrzymywały się w zestawieniu przez wiele miesięcy.

## Dyskografia
- W końcu! (2013)[7]
- Urodzeni w PRLu (2016)[8]

### Kompilacje
- Ściana Wschodnia Napad vol. 1 (2011)
- Za krótko, za szybko (2014)[9]
- Tales from the pop punk world vol. 3 (2016)
- Ramones Maniacs Poland (2017)[10]